# 每个人
不是所有人都以相同的方式居住在这个世界 (直译：「不是所有人都以相同的方式居住在这个世界」) 是法国作家让-保罗·杜波瓦（Jean-Paul Dubois）的一部小说，出版于2019年。2024年，黄荭的中文译本《每个人》由上海人民出版社出版。
这部小说获得2019年龚古尔文学奖。

## 内容
这本书追溯主人公保罗·汉森的人生故事，他是加拿大魁北克省蒙特利尔波尔多监狱的囚犯。保罗成长于20世纪60年代和70年代的法国图卢兹，父母是一对奇怪的组合，父亲约翰内斯是来自丹麦北部小镇斯卡恩的新教牧师，母亲安娜是图卢兹的电影院老板，思想前卫。保罗长大后，父母终于离婚，他和父亲去了加拿大的一个采矿小镇。父母两人离婚后，生活都非常不幸。父亲因赌博而破产，并且失去信仰。保罗的父母从他的生活中消失以后，他在蒙特利尔重新开始生活，负责看管一个老年公寓20多年之久，通过倾听和情感来帮助老年人，并找到了伴侣印第安出租车女司机薇诺娜。公寓的新老板塞奇威克要保罗不要再做情感安慰，保罗则对他缺乏爱心感到不满。这时保罗的妻子死于飞机失事，他也因违反规定和狗在公寓的游泳池洗澡而被解雇，保罗多年来积累的愤怒爆发，打断新老板的四肢，而导致入狱。最后，保罗回到父亲的家乡丹麦，开始了新的生活。

## 评价
2019年11月4日，这部小说荣获龚古尔文学奖。杜波瓦在第二轮投票中获胜，他以六票对四票击败了比利时作家阿梅丽·诺冬的小说《苏伊夫》（Soif）。评委之一菲利普·克洛岱尔称这部小说是一部杰作，“充满人性、忧郁和讽刺”。法新社称其为“一部失落幸福的感人且怀旧的小说”。法国杂志《观察家》称其“大体完美”。

## 奖项
- 2019年龚古尔文学奖[4]